# Jan Habarta

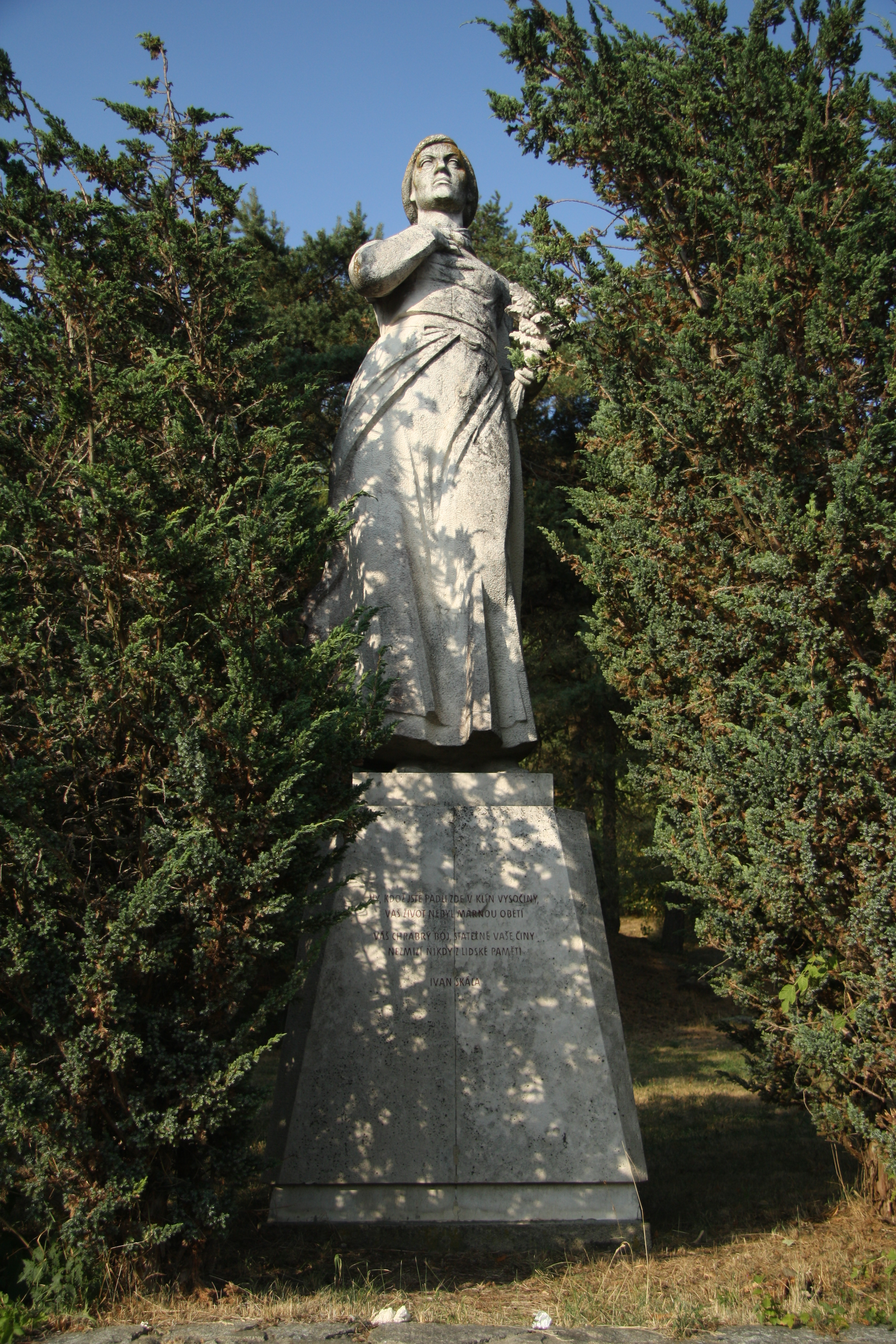
Celkový pohled na sochu "Matka Vysočiny" od Jan Habarta, Velké Meziříčí

Jan Habarta (15. listopadu 1919 Kunovice – 16. prosince 1989 Uherské Hradiště) byl český sochař a pedagog.

## Život
V letech 1939–1943 studoval sochařství na zlínské Škole umění, absolvoval u profesora Vincence Makovského. V letech 1947–1952 vyučoval kamenosochařství na Střední uměleckoprůmyslové škole ve Zlíně (postátněné Škole umění) a poté do roku 1980 na Střední uměleckoprůmyslová škola v Uherském Hradišti.
Z jeho rané tvorby je známo několik dětských portrétů (včetně tzv. Pískajícího chlapce, 1946, což je portrét Josefa Abrháma, syna mecenášů). Později se zabýval veřejnou monumentální sochou (Matka Vysočiny) a pomníkovou plastikou, přičemž většina realizací se nachází v Jihomoravském kraji. Zejména monumentální tvorba byla rozeznána vládnoucím režimem (byl několikrát oceněn, včetně titulu národní umělec roku 1985).

## Dílo
- 1946 Pískající chlapec, portrét
- 1947 Pomník obětem II. světové války, Kunovice
- 1950 Památník padlých na hřbitově, Hodonín
- 1955 Pamětní deska obětem II. světové války, Tišnov
- 1958 Památník osvobození, Uherské Hradiště
- 1959 domovní znamení Dívka s motyčkou, Zlín
- 1959 F. X. Richter, portrét (busta), Holešov
- 1960 Květ, Uherské Hradiště
- 1963 Čtenářka, Uherské Hradiště
- 1965 Dívka s holubicí Otrokovice
- 1967 Ráno, Uherské Hradiště
- 1972 Památník družby, Prostějov (architekt Jan Palacký)
- 1973 Památník padlým a umučeným, Staré Město
- 1975 kašna se skulpturou Leknín, Prostějov (architekt Jan Palacký, realizace František Dufka)
- 1977 Pomník Vladimíra Iljiče Lenina, Prostějov (další autor M. Toušek)
- 1978 Lidový hudec, Uherské Hradiště
- 1979 Symbol geodézie, Zlín
- 1980 - socha B. Šmerala na sídlišti Nové Dvory v Třebíči, v současné době v depozitáři Muzea Vysočiny Třebíč
- 1982 Chlapec s kohoutkem, Uherské Hradiště
- 1986 Hudec, Uherské Hradiště (hlavní autor Vlastislav Michna)
- 1986 Matka Vysočiny, Velké Meziříčí
- 1988 funkční žulová plastika — prameník — v areálu Sovětského technického střediska v pražských Stodůlkách

## Ocenění
- 1973 Státní cena Klementa Gottwalda  za sousoší Památníku družby v Prostějově.[2]
- 1979 Zasloužilý umělec
- 1985 Národní umělec